# Радебойль
Радебойль (нім. Radebeul), застаріла назва Радобиль (в-луж. і н-луж. Radobyle) — місто в Німеччині, розташоване в землі Саксонія у Дрезденській долині на річці Ельбі за 2 км від Дрездена. Входить до складу району Майсен.
Інколи його називають «Саксонською Ніцою» через мальовничі краєвиди та помірний клімат. У Радебойлі знаходиться замок Вакербарт та численні виноградники, місто розташовується на Саксонському винному шляху. 
Площа — 26,06 км2. Станом на 31 грудня 2020 року населення становить 33 843 осіб.

## Міста-побратими
Міста-побратими:
- Кананеа, Мексика
- Обухів, Україна
- Занкт-Інгберт, Німеччина
- Сьєрра-Віста, США

## Галерея

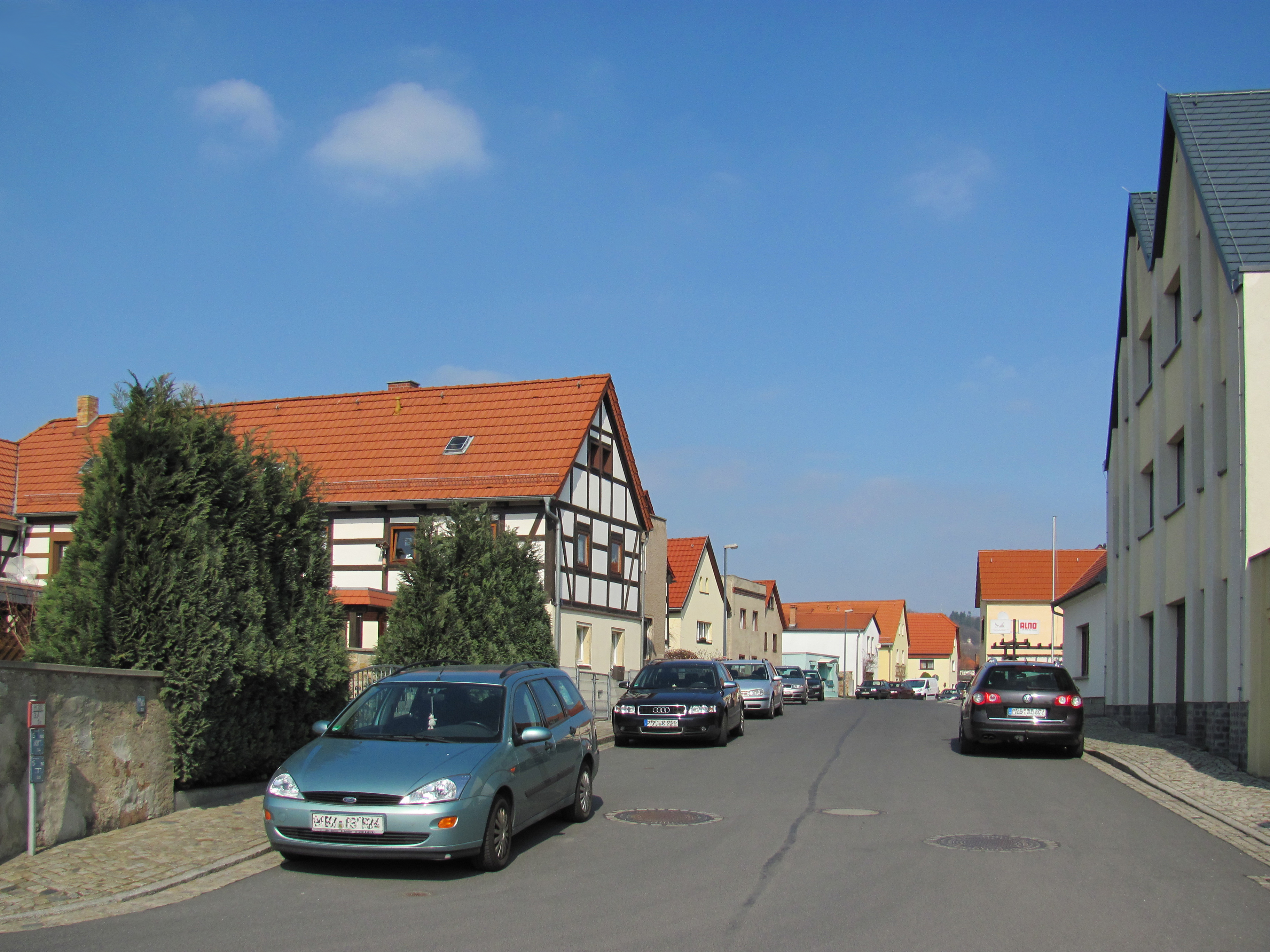
Фюрстенгайнер штрасе
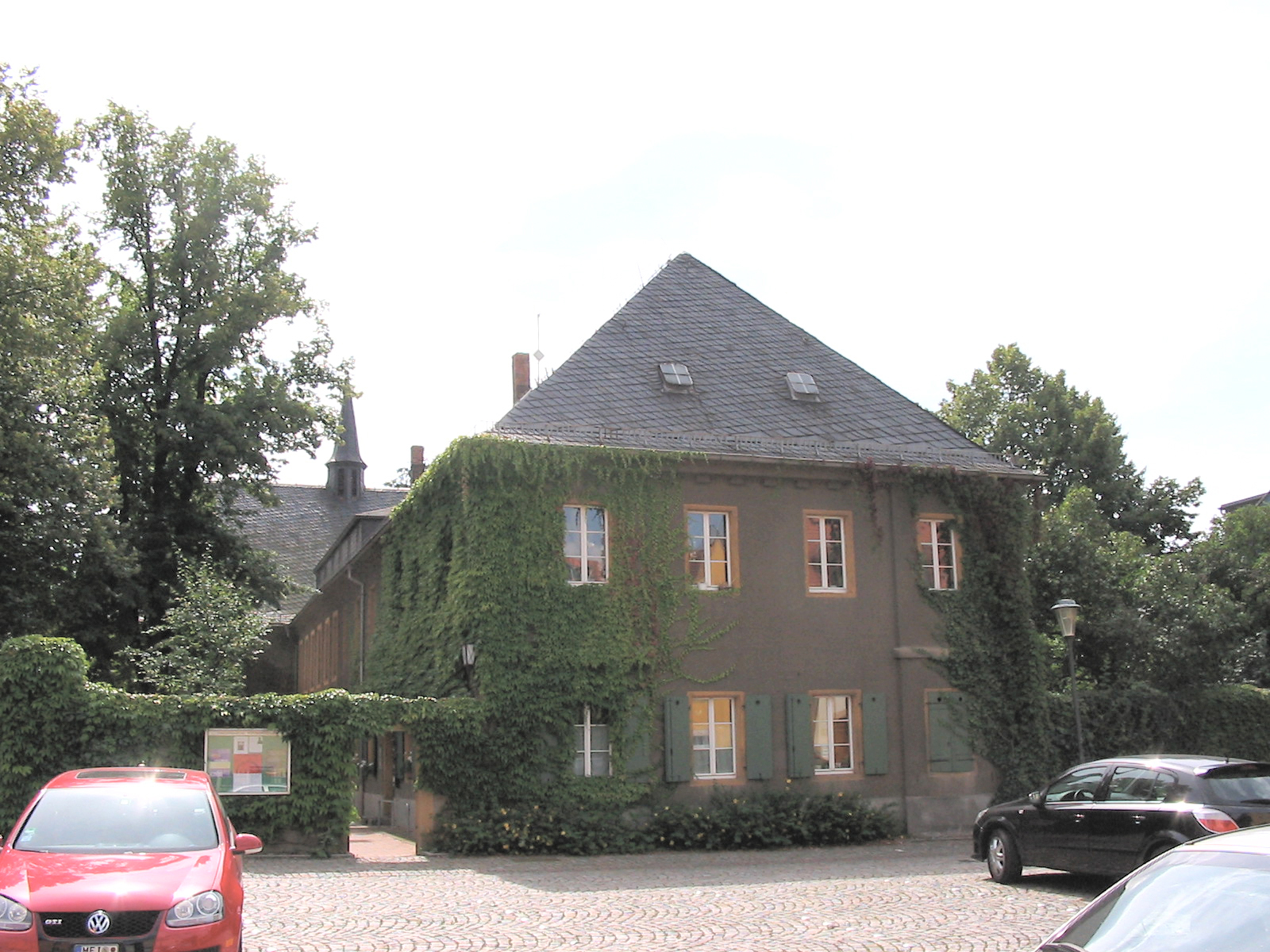
Лютерхаус (музей)
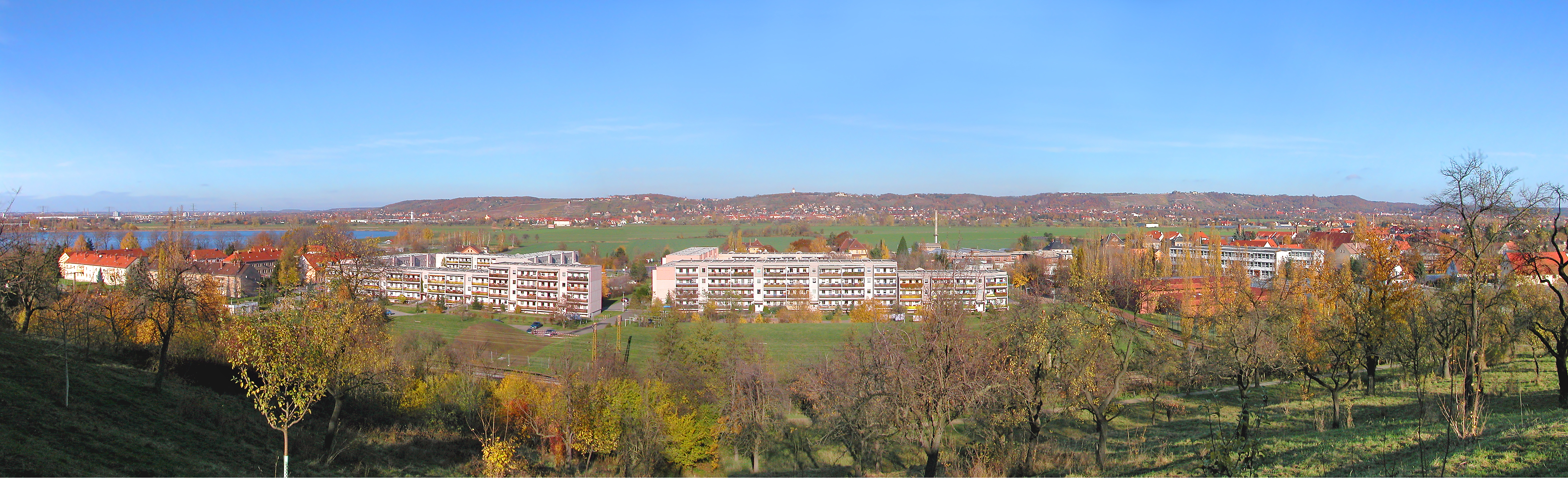
Краєвид Радобля з протилежного боку Лаби, Дрезден
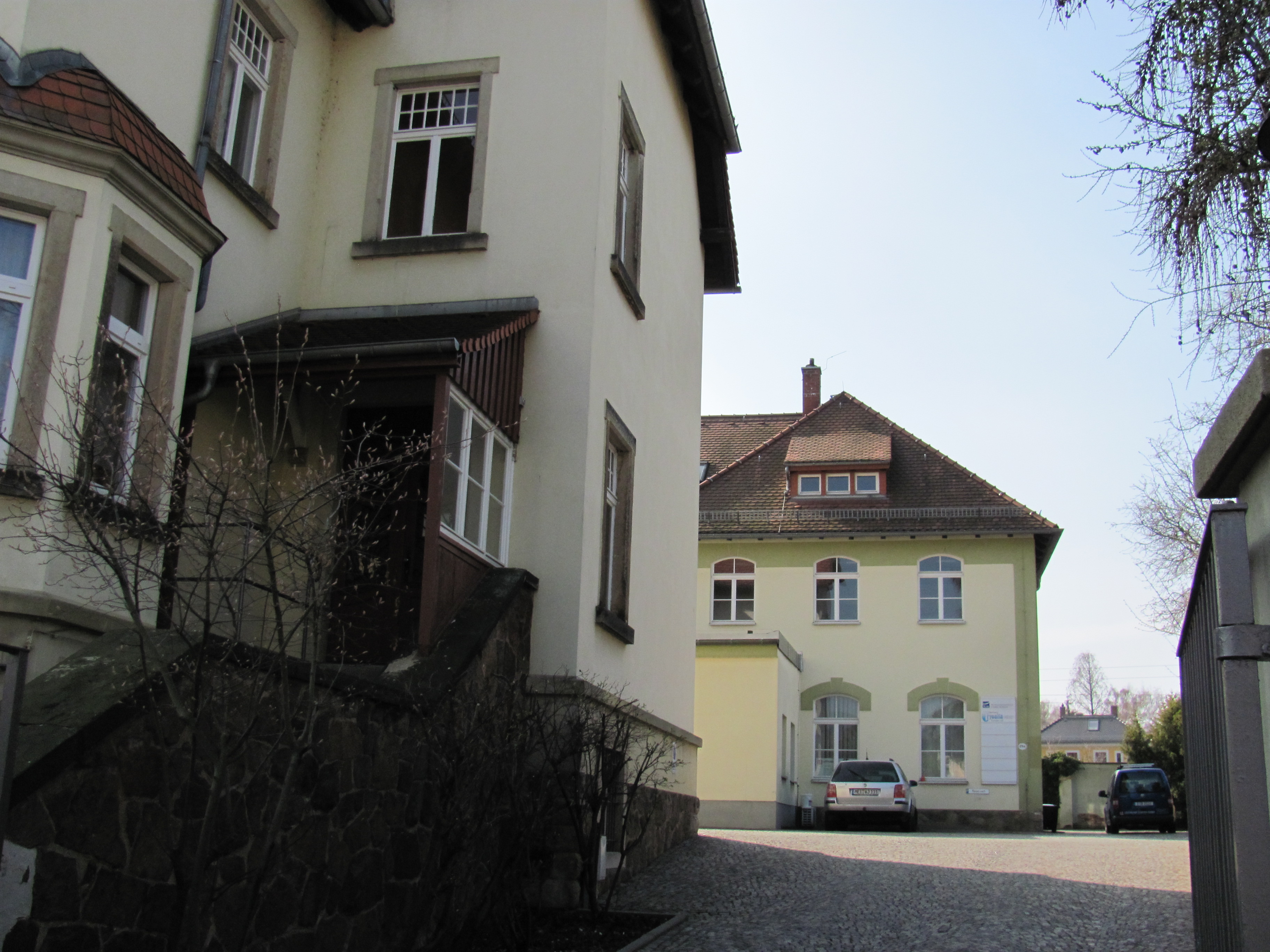
Житлові будинки
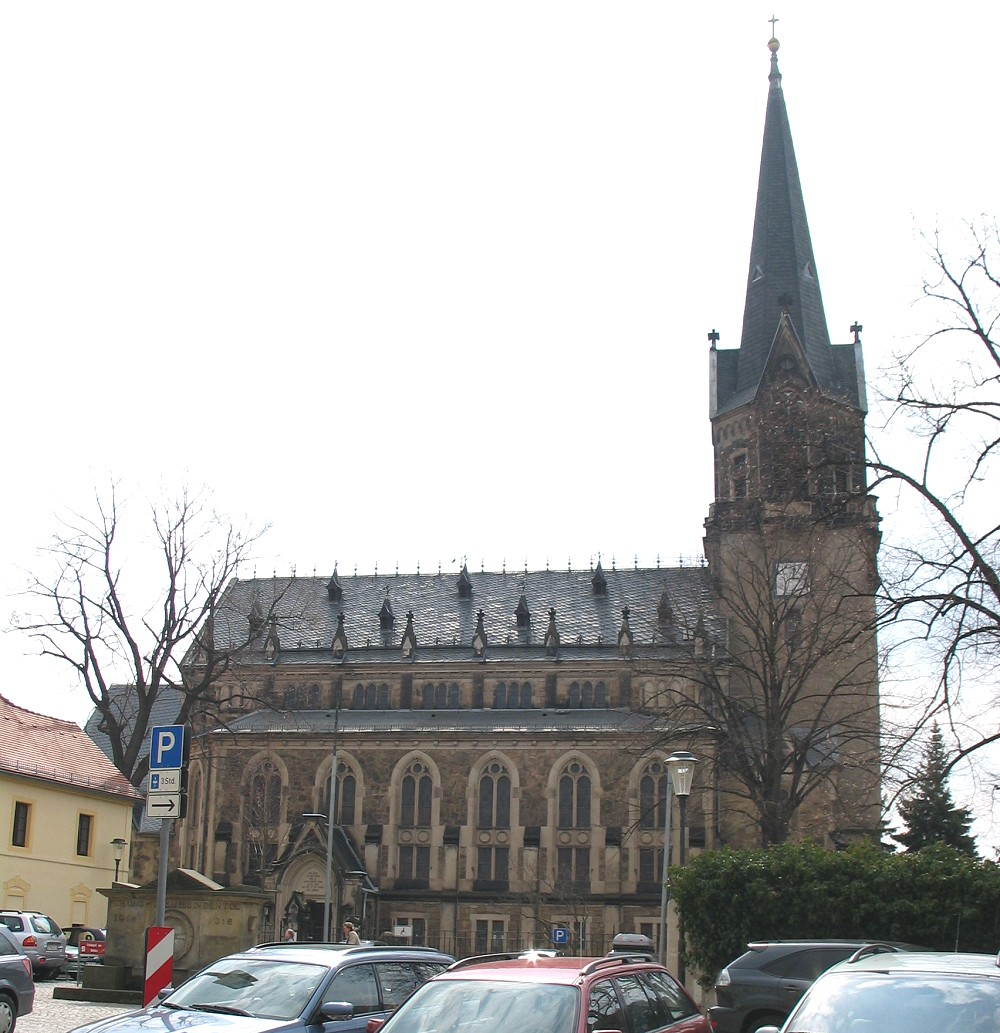
Фріденскірхе, головний собор міста
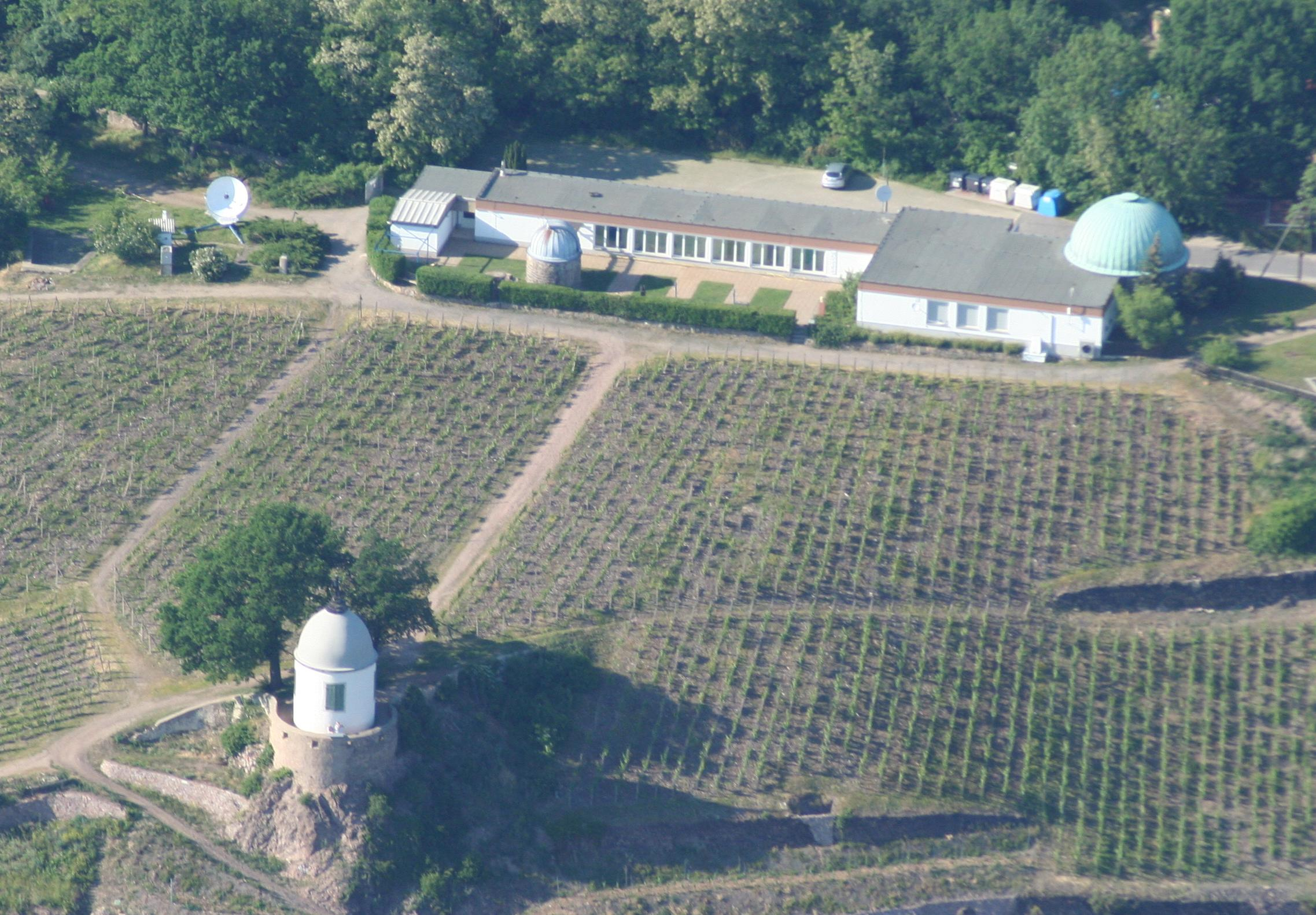
Виноградні сади на околицях Радобля